# Adolf Naef
Adolf Naef (Herisau, 1º maggio 1883 – Zurigo, 11 maggio 1949) è stato uno zoologo e paleontologo svizzero, noto per i suoi studi sui cefalopodi e per i contributi alla sistematica biologica.

## Formazione e carriera accademica
Naef studiò all'Università di Zurigo sotto la guida di Arnold Lang, un allievo di Ernst Haeckel. Nel 1908, visitò la Stazione Zoologica di Napoli, dove condusse ricerche sull'embriologia del calamaro europeo Loligo vulgaris, che divennero la base della sua dissertazione di dottorato pubblicata nel 1909.
Nel 1922, Naef divenne professore all'Università di Zagabria e, nel 1927, professore di zoologia all'Università del Cairo. Durante la sua permanenza al Cairo, ricoprì anche il ruolo di direttore del Dipartimento di Zoologia.

## Contributi scientifici
Naef è riconosciuto per aver sviluppato il concetto di «morfologia sistematica», un approccio che integra la morfologia comparata con la sistematica filogenetica. Questo metodo mirava a stabilire classificazioni naturali basate su relazioni evolutive, anticipando in parte i principi della cladistica moderna.
I suoi studi sui cefalopodi hanno portato alla descrizione di numerose specie, generi e famiglie, sia viventi che fossili. Naef ha anche proposto ipotesi evolutive innovative, come l'idea che i calamari moderni si siano evoluti direttamente dalle belemniti, una teoria che ha trovato conferme in ricerche successive.

## Pubblicazioni principali
Tra le opere più significative di Naef si annoverano:
- Die Cephalopoden (1921-1923), una monografia in due parti pubblicata nella serie «Fauna e Flora del Golfo di Napoli», che rimane un riferimento fondamentale nello studio dei cefalopodi;[1]

- Idealistische Morphologie und Phylogenetik (1919), in cui espone i principi della sua morfologia sistematica.[2]

| Naef è l'abbreviazione standard utilizzata per le specie animali descritte da Adolf Naef. Categoria:Taxa classificati da Adolf Naef |

## Vita personale
Naef si sposò tre volte ed ebbe tre figlie. Nonostante le difficoltà economiche e le condizioni avverse durante le due guerre mondiali, continuò a contribuire significativamente alla zoologia fino alla sua morte a Zurigo nel 1949.